# Weinbergstaffel

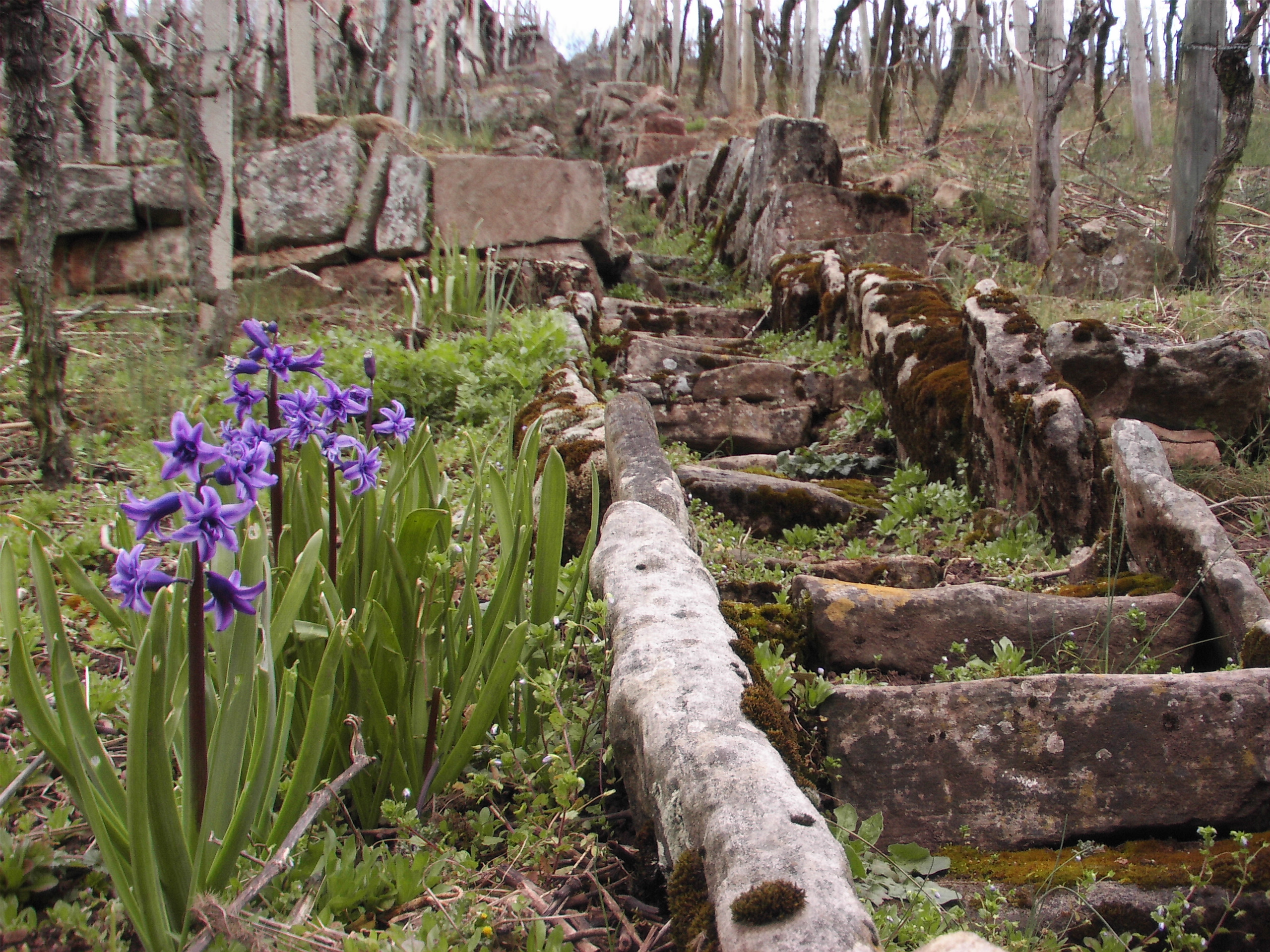
Traditionelle Weinbergstaffel aus Sandstein

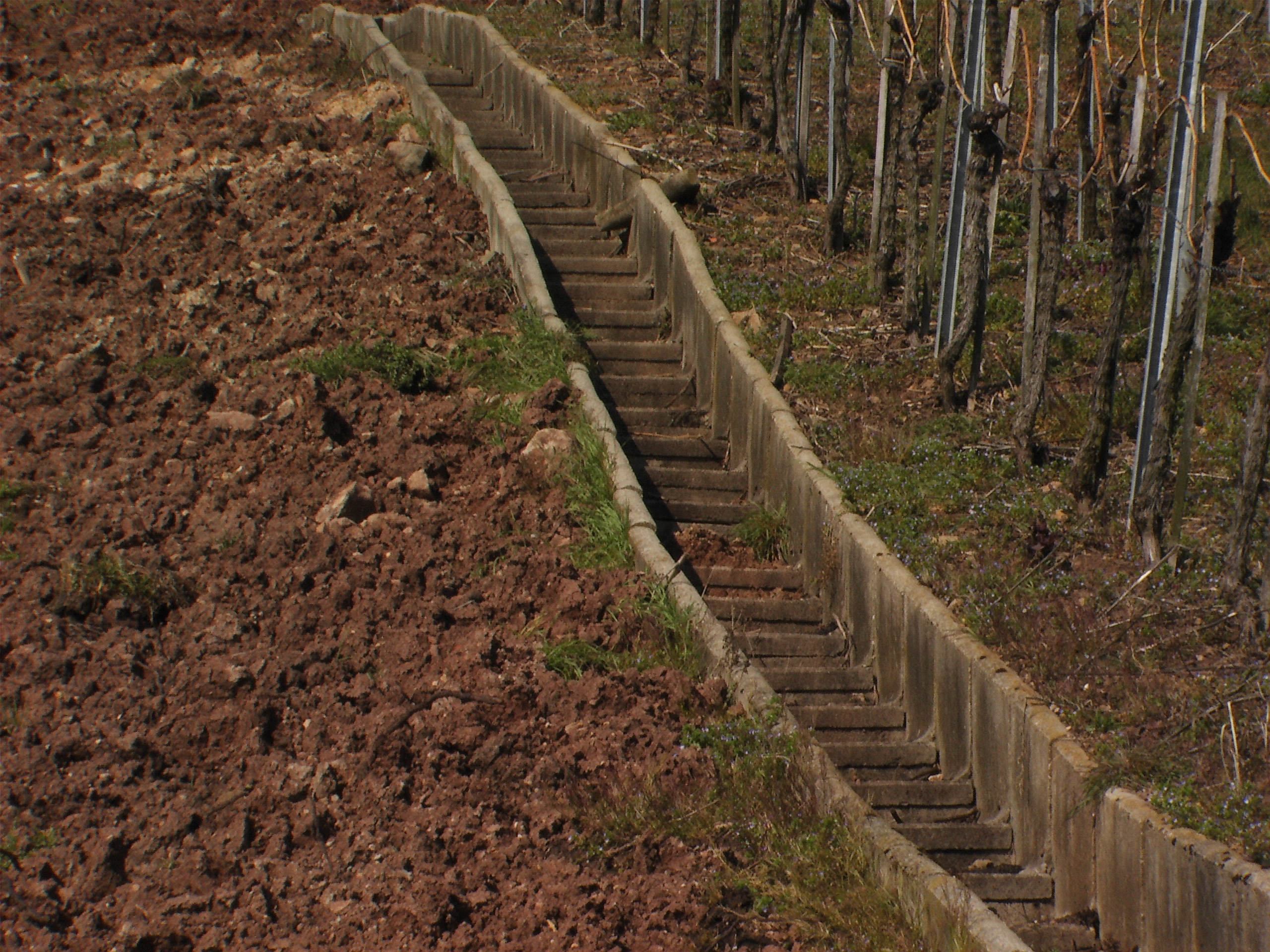
Wassertreppe aus Beton eines flurbereinigten Weinbergs

Eine Weinbergstaffel (auch Weinbergstreppe) bezeichnet eine schmale Treppe aus lose verlegten Natursteinen im Weinberg. Die traditionell von den Winzern angelegten Staffeln erleichterten den Weinbau. Sie verlaufen zwischen den Weinbergsterrassen meist an der Grenze eines Weinbergs (Weinbergrain) in konkaven Muldenlagen und folgen dem natürlichen Gefälle des Hanges. Im Steillagenweinbau werden sie seitlich von Trockenmauern begrenzt und enden mit der Stirnmauer des untersten Terrassenkörpers. Die Weinbergstaffeln erstrecken sich zwischen den breiten Wegeanlagen, die den Weinberg für Fuhrwerke als Steige erschlossen. Während der Weinlese wurden die mit den Weintrauben gefüllten Bütten über die Staffeln talwärts getragen und konnten von der Trockenmauer in den Weinzuber auf dem Fuhrwerk geleert werden. Von dem untersten Terrassenkörper führt die Staffel meist parallel zur Stirnmauer auf den Fahrweg der Steige. Der Zugang zu den Weingärten wurde meist mit einem Gatter aus Holz versperrt. In Weinlagen mit geringerem Gefälle führten die Weinbergsstaffeln direkt auf den Fahrweg und eine Holzpergel oder Weinreben im Spalier bildeten einen Zaun um die Weingärten. Weingartenhüter bewachten die Anlagen gegen Traubendiebstähle. 
Zu unterscheiden von den traditionellen Weinbergstaffeln sind Wassertreppen aus Beton, die im Zuge der Flurbereinigung für die Drahtrahmenerziehung in den Weinbergen angelegt wurden. Die Treppen führen Oberflächenwasser von den Anbauflächen über asphaltierte Fahrwege der Steige kanalisiert in kleine Speicherbecken oder direkt ins Tal. Die Weinlese erfolgt im Spalier mit oder gegen das Gefälle des Hanges unter Einsatz eines Traubenvollernters.